# Temporada 1976-1977 del RCD Espanyol
Dades de la Temporada 1976-1977 del RCD Espanyol.

## Fets Destacats
- 10 d'agost de 1976: Torneig Ciutat de Barcelona: Espanyol 4 - Rot-Weiss Essen 0[5]
- 11 d'agost de 1976: Torneig Ciutat de Barcelona: Espanyol 0 - Dinamo Moscou 1[6]
- 17 d'agost de 1976: Amistós: Espanyol 3 - Indonèsia 0[7]
- 31 d'octubre de 1976: Lliga: Reial Betis 5 - Espanyol 1[8]
- 21 de novembre de 1976: Lliga: Espanyol 4 - Reial Madrid 1[9]
- 5 de desembre de 1976: Lliga: Espanyol 4 - UD Salamanca 0[10]
- 13 de març de 1977: Lliga: UD Las Palmas 5 - Espanyol 0[11]
- 10 d'abril de 1977: Lliga: Espanyol 5 - CD Málaga 1[12]
- 1 de maig de 1977: Lliga: Espanyol 4 - Athletic Club 0[13]

## Resultats i Classificació
- Lliga d'Espanya: Sisena posició amb 36 punts (34 partits, 14 victòries, 8 empats, 12 derrotes, 61 gols a favor i 59 en contra).
- Copa d'Espanya: Eliminà l'Sporting de Gijón a setzens de final, la Reial Societat a vuitens de final, i el Celta de Vigo a quarts de final, però fou eliminat pel Reial Betis a semifinals en la pròrroga.
- Copa de la UEFA: Eliminà l'OGC Nice a trenta-dosens de final i l'Eintracht Braunschweig a setzens de final, però fou eliminat pel Feyenoord a vuitens de final.

## Plantilla
| P   | Jugador                     | Lliga | Lliga | Copa d'Espanya | Copa d'Espanya | Copa de la UEFA | Copa de la UEFA |
| P   | Jugador                     | PJ    | G     | PJ             | G              | PJ              | G               |
| --- | --------------------------- | ----- | ----- | -------------- | -------------- | --------------- | --------------- |
| POR | Roberto Fernández           | 24    | -43   | -              | -              | 4               | -5              |
| POR | Francisco Javier Echevarría | 10    | -16   | 8              | -7             | 2               | -3              |
| POR | José Bonilla                | -     | -     | -              | -              | -               | -               |
| POR | José Luis Borja             | -     | -     | -              | -              | -               | -               |
| POR | Antoni Blanch               | -     | -     | -              | -              | -               | -               |
| DEF | Juan Verdugo                | 34    | -     | 7              | -              | 6               | -               |
| DEF | Luis César Ortiz Aquino     | 28    | 1     | 8              | -              | 4               | 2               |
| DEF | Pedro de Felipe             | 25    | -     | -              | -              | 6               | 1               |
| DEF | José Fernando Ferrer        | 14    | -     | 8              | 1              | 2               | -               |
| DEF | José Cano Canito            | 12    | -     | 2              | -              | 3               | -               |
| DEF | Miguel Ángel Ochoa          | 4     | -     | 2              | -              | 1               | -               |
| DEF | Albert Cayuela              | -     | -     | -              | -              | -               | -               |
| MIG | Fernando Molinos            | 33    | -     | 7              | -              | 6               | -               |
| MIG | Josep Manel Casanova        | 30    | -     | 8              | -              | 5               | -               |
| MIG | Juvencio Osorio             | 28    | 6     | 5              | 2              | 6               | -               |
| MIG | Manuel Fernández Amado      | 26    | 2     | 7              | -              | 5               | -               |
| MIG | Daniel Solsona              | 20    | -     | 8              | 1              | 1               | -               |
| MIG | Rafael Granero              | 2     | -     | -              | -              | 1               | -               |
| MIG | Raúl Longhi                 | 1     | -     | 3              | -              | -               | -               |
| DAV | Rafael Marañón              | 34    | 22    | 8              | 3              | 6               | 2               |
| DAV | Jorge Da Silva Jeremias     | 28    | 11    | -              | -              | 5               | 1               |
| DAV | Manolín Cuesta              | 23    | 5     | 5              | -              | 6               | 1               |
| DAV | Juan María Amiano           | 14    | 1     | 2              | -              | 5               | -               |
| DAV | Roberto Cino                | 14    | 7     | 4              | 1              | -               | -               |
| DAV | Carlos Caszely              | 9     | 5     | 7              | 4              | 1               | 1               |
| DAV | Martín Abad                 | -     | -     | -              | -              | -               | -               |
| DAV | Santiago Marín              | -     | -     | -              | -              | -               | -               |